# Deer Creek, Arizona
Deer Creek je naseljeno područje za statističke svrhe u američkoj saveznoj državi Arizona. Prema popisu stanovništva iz 2010. u njemu je živjelo 216 stanovnika.